# Conus clavus
Conus clavus é uma espécie de gastrópode do gênero Conus, pertencente à família Conidae.